# Imerquevi
Imerquevi (em georgiano: იმერხევი; romaniz.: Imerkhevi; em turco: İmerhev) é um vale ao norte do distrito de Şavşat, na província de Artvin, na Turquia junto a fronteira com a Geórgia. Há 15 vilas nessa área, habitadas por georgianos étnicos, que falam um dialeto local de georgiano.

## História
Imerquevi foi historicamente uma das sub-regiões que compunha a Xavexécia, uma região medieval da Geórgia no curso superior do rio Berta ou Imerquevi, a leste de Nigali, oeste da cordilheira Arsiani e limitado pelo Ajária ao norte. Após esses territórios serem conquistados pelo Império Otomano no século XVI, Imerquevi tornou-se um sanjaco e seu povo gradualmente converteu-se ao islamismo. O território foi adquirido pelo Império Russo no Tratado de Berlim de 1878. Xavexécia e Imerquevi foram organizados no circuito de Xavexécia-Imerquevi como parte do oblast de Batum. A partir de 1886, o circuito tinha uma população de 18 319 pessoas, das quais 41,2% eram georgianos, 51,3% eram turcos e 7% eram armênios. Após o tumulto da Primeira Guerra Mundial (1914–1918) e a curta independência da Geórgia (1918–1921), Imerquevi tornou-se parte da Turquia segundo os rearranjos territoriais nos tratados de 1921 em Moscou e Carse.

## População

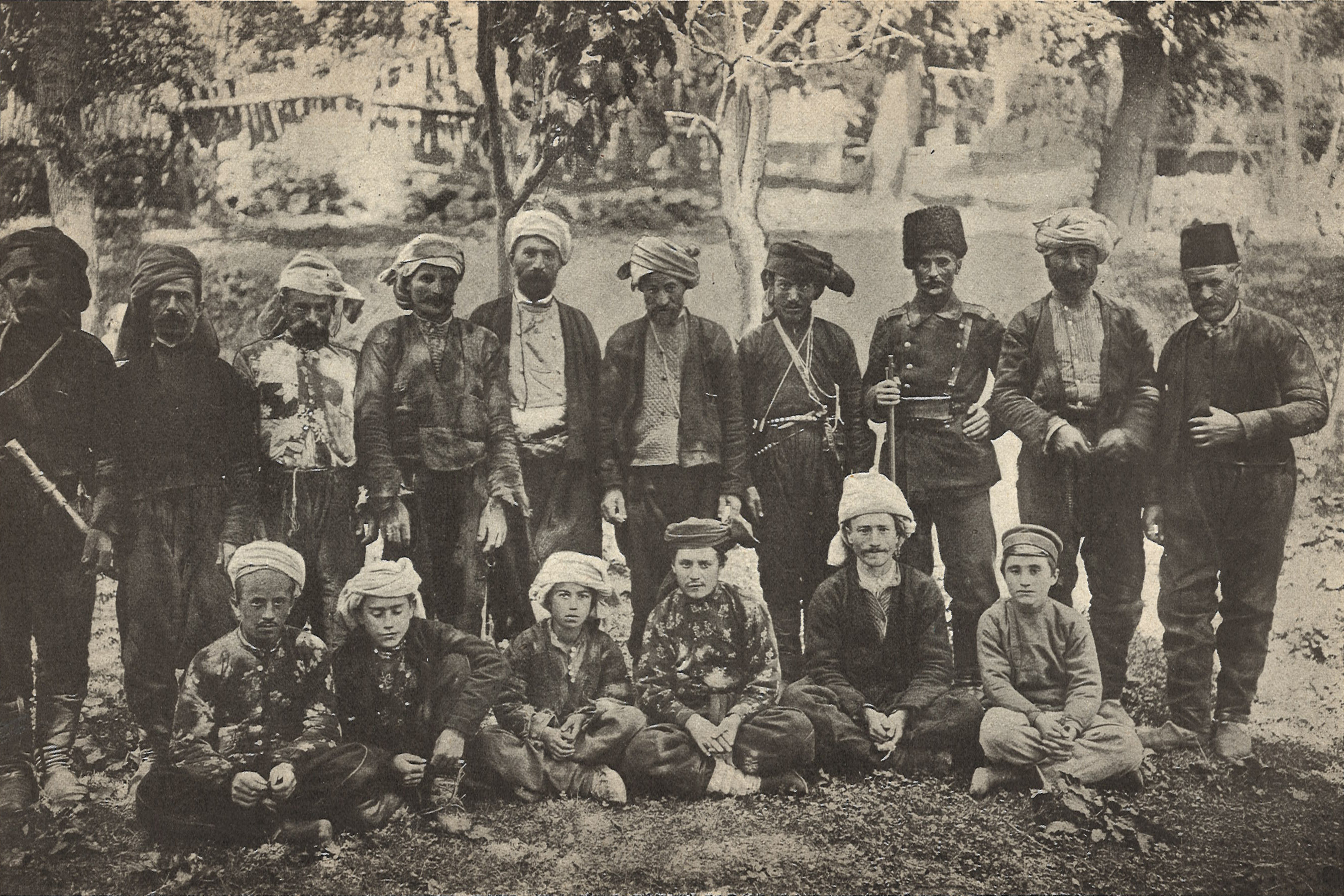
Foto de imerquévios em 1910. De Nicholas Marr

A população de Imerquevi é amplamente composta de georgianos étnicos, que habitaram 14 aldeias em torno de Meidancique, anteriormente conhecida como Diobani. Esses assentamentos tinham nomes turcos oficiais e georgianos não-oficiais. Eles eram Maden (Badzgireti), Demirci (Daba), Dereici (Dasamoba), Ericli (Agara), Çucur (Chicori), Sebzeli (Juarisquevi), Çaglaiano (Queucuirili), Çaglipinar (Coclevi), Iessilce (Manatba), Oba (Ube), Dutlu (Surevani), Iagli (Zaquieti), Tepebassi (Ziosi) e Cicecli (Cetileti).
Os imerquévios são muçulmanos sunitas, intimamente integrados com a sociedade turca. Quase todos são bilíngues em georgiano e turco. O dialeto georgiano falado nessa área é conhecido como imerquévio (imerkheuli) e mostra muitas características comuns com o vizinho ajário. Refletindo alguma diferenciação interna persistente na comunidade georgiana da Turquia, os imerquévios clamam uma origem diferente dos georgianos na área de Borçka, que adotaram uma inclusive identidade ajária. O primeiro que chamou a atenção da cultura local foi Nicholas Marr, que, durante uma expedição em Xavexécia em 1910, coletou literatura folclórica e informações etnográficas de várias aldeias ao longo do rio Imerquevi.